# 拉什希爾 (密蘇里州)
拉什希爾（英語：Rush Hill）是位於美國密蘇里州奧德雷恩縣的村。

## 人口
根據2020年美國人口普查的數據，拉什希爾的面積為0.47平方千米，皆為陸地。當地共有人口103人，而人口密度為每平方千米219人。